# Худиев, Рустам Рамизович
Рустам Рамизович Худиев (род. 6 января 1985, Павлодар) — казахстанский пловец, специализировавшийся на плавании баттерфляем. Бронзовый призёр Азиатских игр. Участник Олимпийских игр.более 14 лет держал рекорд Казахстана.

## Карьера
Рустам Худиев родился 6 января 1985 года.
Принял участие на чемпионате мира на короткой воде 2002 года в России, где не сумел преодолеть первый раунд. Занял 39-е, 37-е и 35-е места на дистанциях 50, 100 и 200 метров баттерфляем, соотвтетственно. В декабре принял участие на китайском этапе Кубка мира, а в январе 2003 года на немецком, но также не вышел в финал ни одной дисциплины.
На чемпионате мира 2003 года стал 56-м и 43-м на 50 м и 100 м баттерфляем, соответственно.
В 2004 году принял участие на Олимпийских играх в Афинах, но в первом раунде с результатом 55,03 с стал лишь 41-м и завершил соревнования.
На чемпионате мира 2005 года в Канаде стал 24-м на дистанции 100 метров баттерфляем, а на 50 м стал тридцатым.
Принял участие на Азиатских играх 2006 года в Катаре, где вышел в финал на дистанции 50 метров баттерфляем и с результатом 24,72 с занял пятое место. Он также участвовал в дисциплине вдвое длиннее, но стал девятым и не попал в финал. В комбинированной эстафете казахи стали четвёртыми.
На чемпионате мира 2007 года в Мельбурне не сумел показать результат выше 50 места.
В 2008 году на вторых для себя Олимпийских играх, которые состоялись в августе в Пекине, стал лишь 56-м на стометровке баттерфляем в предварительном раунде с результатом 54,62 с.
В 2009 году в Риме на чемпионате мира не сумел подняться выше личного 67-го места на стометровке, а в эстафете Казахстан стал лишь 23-м. В том же году Худиев принял участие на Азиатских играх в помещении во Вьетнаме, где завоевал золотую медаль в эстафете.
На Азиатских играх 2010 года в Гуанчжоу стал бронзовым призёром в комбинированной эстафете 4 по 100 метроа, а также вышел в финале 50 м баттерфляем, где стал последним.